# Brian Tobin (Politiker)

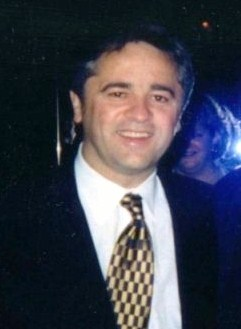
Brian Tobin (1998)

Brian Vincent Tobin (* 21. Oktober 1954 in Stephenville, Neufundland) ist ein kanadischer Politiker der Liberalen Partei und war unter anderem zwischen 1996 und 2000 Premierminister von Neufundland und Labrador.

## Leben
Tobin begann seine politische Laufbahn in der Bundespolitik 1980 mit der erstmaligen Wahl zum Mitglied des Kanadischen Unterhauses. Dort vertrat er nach Wiederwahlen 1984, 1988 und 1993 bis 1996 den Wahlkreis St. Barbe-Baie Verte in Neufundland.
In den liberalen Regierungen von Premierminister Pierre Trudeau und John Turner war er zwischen 1981 und 1984 Parlamentarischer Sekretär beim Minister für Fischerei und Ozeane.
Nachdem die Liberal Party 1984 eine Wahlniederlage erlitt, übernahm er Aufgaben in der Opposition und war zunächst von 1984 bis 1987 Oppositionssprecher für Forstwirtschaft sowie Vizesprecher für Transport. Anschließend war er für ein Jahr Oppositionssprecher für regionale Industrieerweiterung und Privatisierung, ehe er von 1988 bis 1990 Vorsitzender des Liberalen Parteiausschusses sowie zugleich von 1989 bis 1990 Oppositionssprecher für Transport war. Danach war er zwischen 1990 und 1992 Sprecher der Opposition für Beschäftigung und außerdem 1992 Vorsitzender des Kommunikationskomitees des Liberalen Parteiausschusses. Als Mitglied des sogenannten „Rat Pack“, einer Gruppe innerhalb der Liberalen Partei um Don Boudria, John Nunziata und Sheila Copps, gehörte er zu den führenden Lenkern der Partei. 
Nach dem Wahlsieg der Liberalen wurde er im November 1993 von Premierminister Jean Chrétien zum Minister für Fischerei und Ozeane berufen und behielt dieses Amt bis Januar 1996. Als Minister verhinderte er einen Gesetzentwurf zur Einführung eines Nutzungsentgeltsystems im kanadischen Atlantischen Ozean, der die Küstenfischer getroffen hätte. Bereits 1987 zwang er die Debatte um diese Gesetzesinitiative zurückstellen und trug nunmehr dazu bei, diese Idee vollständig aufzugeben. In der Zeit erließ er auch einige Moratorien zur Fischerei im Atlantik: Neben der Verhinderung von zwei US-amerikanischen Trawlern vor der Ostküste Kanadas führte er auch eine Lizenzgebühr für US-amerikanische Schiffe in kanadischen Hoheitsgewässern ein. 1994 kündigte er gegenüber den Vereinten Nationen an, dass Kanada ausländische Fischereischiffe auch außerhalb der Ausschließlichen Wirtschaftszone (200-Meilen-Zone) beschlagnahmen würde. Während der anschließenden Buttkrieg genannten Konfrontation wurde ein spanischer Trawler festgesetzt. Tobins Drohung diese Kampagne auszuweiten, wenn Schiffe aus der Europäischen Union nicht das Fischen von Steinbutt beenden würden, führte zu einer Einigung mit der EU.
Am 26. Januar 1996 wurde er als Nachfolger von Clyde Wells Premierminister von Neufundland und Labrador und bekleidete diese Funktion mehr als vier Jahre bis zu seinem Rücktritt am 16. Oktober 2000.
Anschließend kehrte er in die Bundesregierung zurück und war bis 2002 Industrieminister in der Regierung von Premierminister Jean Chrétien.